# 中野城 (上野国)
中野城（なかのじょう）は、群馬県邑楽郡邑楽町にあった日本の城。

## 概要
中野城は文永2年（1265年）、新田氏の一族中野景継によって築城された。
景継の子中野藤内左衛門が延元3年（1338年）、越前国の藤島の戦いにおいて、新田義貞とともに戦死したため、廃城となったと伝えられている。
戦国時代には、小泉城主富岡氏配下の宝田和泉守が、中野氏の故城を修築し本拠としたが、天正18年（1590年）、豊臣秀吉の小田原征伐に伴い廃城となった。